# کوین مونه پاکت
کوین مونه پاکت (انگلیسی: Kévin Monnet-Paquet؛ زادهٔ ۱۹ اوت ۱۹۸۸) بازیکن فوتبال اهل فرانسه است.
از باشگاه‌هایی که در آن بازی کرده‌است می‌توان به باشگاه فوتبال سن-اتین، باشگاه فوتبال لوریان، و باشگاه فوتبال لانس اشاره کرد.
وی همچنین در تیم ملی فوتبال زیر ۲۱ سال فرانسه بازی کرده‌است.